# Indianie Guajiro
Indianie Guajiro, Wayúu (także Wayuu, Wayu, Guajiro, Wahiro) – plemię zamieszkujące półwysep Guajiro na obszarze dwóch państw północnej Kolumbii i północno-zachodniej Wenezueli.

## Klany
Plemię Guajirów dzieli się na szereg grup rodzinnych zwanych sibs, w których związki wynikające z wspólnoty są silniejsze niż związki krwi. Rodziny w kulturze Wayuu są podzielone na klany, które noszą charakterystyczne nazwy odnoszące się do przyrody, zwierząt, zjawisk, czynności, rzeczy, sytuacji i można m.in. wyróżnić: 
| Klan        | Terytorium |
| ----------- | --- |
| Aapushana   | Eirakajaule Jasauwo´u Kanakantui Matuwolu´u Sipano´u Ushuwo´u watchulepu Wolu´u Watkasainru´u Polumolu´u Shooliyuu-kanejeruu |
| Epieyu      | Lumoulein Puuroulepu |
| Iguana      | Wo'upanalu'u Puuroulepu |
| Jayaliyuu   | Kalimiru´u Aralietu´u Uraichein Mekijanao                                                                                    |
| Jusayuu     | Polujalii Maraalu'u |
| Pausayuu    | Patsuarui Paluwo'u |
| Sapuana     | Tuikii Waaleru |
| Tijuana     | Uchali´i Oulemeru´u |
| Uliana      | Alainmapu Chawaisu Anuapa´a Pusichipa´a Kaijawou´u Sekuolu´u Uchaispa´a Pulashu´ulia Soulawo´u                               |
| Uliyuu      | Iisho´u |
| Uraliyuu    | Aalasu Paluuto´u |
| Ulewana     | Iruwo´u |
| Walepushana | Ishajiwo ´u Alapuolu ´u |
| Walapuana   | Atuairuku |

Wahiro słyną w Ameryce Południowej z wyplatania zachwycających i jednych z najwygodniejszych hamaków.

## Głód i niedożywienie
W 2014 r. doszło do kryzysu humanitarnego: głodu i braku wody, co spowodowało śmierć 276 dzieci, natomiast w latach 2008–2014 zmarło z powodu niedożywienia 3000 dzieci. W 2016 rząd Kolumbii oficjalne przyznał, że od początku roku w departamencie La Guajira zmarło 56 rdzennych dzieci, a w 2015 odnotowano 19 zgonów. W ciągu ostatniej dekady w La Guajira udokumentowano zgony 4470 dzieci, a kolejny raport oszacował, iż 15 tysięcy dzieci cierpi z powodu niedożywienia.